# Antonello da Caserta
Antonello da Caserta, Anthonello ou Antonellus Marot, foi um compositor italiano da era medieval, activo no final do século XIV e início do século XV.
Pouco se sabe sobre a vida do autor. No início do século XX, Nino Pirrotta admitia que Caserta seria um compositor napolitano, mas, uma vez que a maioria das suas obras sobreviventes está em manuscritos do Norte da Itália, essa hipótese é disputada. Alusões nos seus textos sugerem que tenha trabalhado para a família Visconti, em Milão, por volta da viragem do século XV, sendo que documentos de arquivo colocam-no em Pavia, em 1402. Antonello era um monge, apesar de não se saber a que ordem pertencia.
É um dos mais renomados compositores da geração posterior à de Guillaume de Machaut. Antonello apresenta textos em italianoe também em francês, incluindo Beauté parfaite,  a única peça musical sobre um poema de Machaut que não foi elaborada por ele próprio. 
Antonello da Caserta foi  um dos primeiros italianos a ser muito influenciado pelos modelos musicais franceses. Uma das suas baladas cita Jehan Vaillant, um compositor ativo em Paris. Ele também fez uso de símbolos de mensuração (assinatura rítmica) irregulares, encontrados apenas em alguns outros manuscritos. Usa também ritmos proporcionais em algumas baladas, algo que viria a se generalizar em períodos posteriores. Os seus trabalhos em italiano tendem a ser simples, especialmente as baladas. Tanto os seus trabalhos em francês como aqueles em italiano têm como tema o amor cortês.

## Obras

### Francês
(todos para três vozes)
Baladas
- Amour m'a le cuer mis
- Beauté parfaite
- Dame d'onour en qui
- Du val prilleus (or Du ciel perileus)
- Notes pour moi ceste ballade
- Nulle pitie de ma dame (possibly by Antonello)

Rondeaux
- Dame d'onour c'on ne puet esprixier
- Dame zentil en qui est ma sperance

Virelai
- Tres nouble dame souverayne
- Je ne puis avoir plaisir

### Italiano
(todos para duas vozes)
Baladas
- A pianger l'ochi
- Con dogliosi martire
- Deh, vogliateme oldire
- Madonna, io me ramento
- Or tolta pur me sey
- Più chiar ch'el sol (with a fragmentary third voice)

Madrigal
- Del glorioso titolo d'esto duce